# Gustave Rouanet
Pour les articles homonymes, voir Rouanet.
Gustave Rouanet, né le 14 août 1855 à Oupia (Hérault) et mort le 11 février 1927 à Paris, est un journaliste et homme politique socialiste français. 

## Biographie
Fils d'un proscrit du 2 décembre, il voit le jour à Oupia village vigneron situé dans le Minervois. Après des études secondaires au Lycée de Narbonne, il s'engage dans l'armée, où des propos révolutionnaires lui valent un séjour dans les bataillons d'Afrique. À son retour en France, il se lance dans le journalisme, collabore à L'Émancipation sociale de Narbonne. Ses articles virulents pendant les grèves de 1881 dans le Gard lui valent une peine de prison à Paris où il s'installe. C'est un disciple de Benoît Malon dont il devient le secrétaire. Gustave Rouanet dirige La Revue socialiste. Il écrit aussi dans le Cri du peuple, de Jules Vallès, dans La Petite République et dans l'Humanité, dont il est quelque temps le rédacteur en chef.
En 1890, il est élu conseiller municipal de Paris pour le quartier Clignancourt et député socialiste de la Seine en 1893. Proche de Jean Jaurès, c'est un député très actif et un orateur parfois emporté. Il est rapporteur en 1897 pour l'affaire de Panama et prononce des discours très fermes contre les députés antisémites d'Algérie (19 et 24 mai 1899). Il rédige de nombreuses propositions de loi concernant la suppression des décorations, les incompatibilités attachées au statut de Préfet de police, le perfectionnement du mécanisme des assurances sociales et les sociétés de secours mutuels. Il est membre de plusieurs commissions, notamment celles de la Séparation des Églises et de l'État, des pensions civiles et des affaires extérieures. Lors des grèves des postiers de 1909 il est un des principaux orateurs socialistes à soutenir le mouvement à la Chambre des députés.

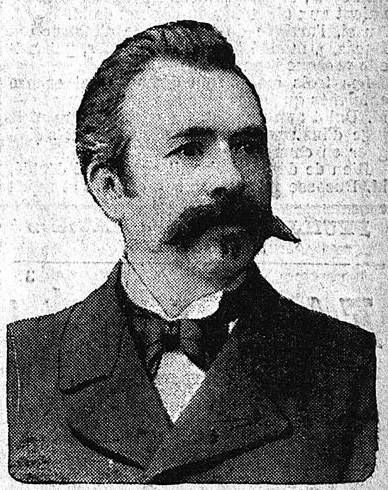
Gustave Rouanet en 1905.

Élu député en 1893 dans la 2e circonscription du 18e arrondissement de Paris (Clignancourt), il est réélu en 1898, 1902, 1906 et 1910.
Lors des élections de 1914, il est battu par Charles Bernard, socialiste non-internationaliste. Il ne quitte pas la vie politique même si son activité se restreint. Il est partisan de l'Union sacrée et le demeure jusqu'à la fin de la guerre. En 1919, candidat du Parti socialiste SFIO lors des élections législatives, dans la 1re circonscription de Paris (8e, 9e, 10e, 17e, 18e et 19e arrondissements) il est largement battu alors que quatre de ses colistiers sont élus. Après 1920 et le congrès de Tours auquel il assiste, il reste à la SFIO, qui le présente, en vain aux élections de 1924. Il meurt le vendredi 11 février 1927 en son domicile, au no 121, rue Caulaincourt dans le 18e arrondissement, et, est inhumé au cimetière du Père-Lachaise (76e division).

### Fonctions
- 1890-1893 : conseiller municipal de Paris (quartier Clignancourt)
- 1893-1914 : député de la Seine

## Sources
- Justinien Raymond, notice "Gustave Rouanet", in Dictionnaire biographique du mouvement ouvrier français.
- « Gustave Rouanet », dans le Dictionnaire des parlementaires français (1889-1940), sous la direction de Jean Jolly, PUF, 1960 [détail de l’édition]
- Jean-Louis Escudier, Viticulture et politique en Languedoc, l'action d'Adolphe Turrel, ministre de la Troisième République, Les Presses du Languedoc, 1995,  (ISBN 2-85998-146-2).